# Новгородово (Вологодский район)
Новгородово — деревня в Вологодском районе Вологодской области на реке Рунас.
Входит в состав Старосельского сельского поселения, с точки зрения административно-территориального деления — в Старосельский сельсовет.
Расстояние по автодороге до районного центра Вологды — 56 км, до центра муниципального образования Стризнево — 15 км. Ближайшие населённые пункты — Ивакино, Деревягино, Дор.
По переписи 2002 года население — 35 человек (16 мужчин, 19 женщин). Преобладающая национальность — русские (97 %).